# Zofia Rosińska
Zofia Rosińska (ur. 11 maja 1875 w Ostrowie Wielkopolskim, zm. 5 lipca 1955 we Wronkach) – polska nauczycielka i działaczka społeczna, uczestniczka powstania wielkopolskiego, posłanka na Polski Sejm Dzielnicowy w Poznaniu.

## Życiorys
Była córką Jadwigi i Hieronima Robińskich. W dniu 5 czerwca 1894 wyszła za mąż za lekarza Stefana Rosińskiego. Mieli dwie córki: Marię (ur. 1897) i Annę (ur. 1905). 
Na przełomie XIX i XX w. podjęła pracę nauczycielki języka polskiego i prac ręcznych w żeńskiej szkole średniej we Wronkach (dziś szkoła podstawowa nr 2). Po wprowadzeniu zakazu nauki polskiego prowadziła tajne nauczanie we własnym domu. W 1913 była członkinią Komitetu Oświatowego we Wronkach. Komitet zakładał biblioteki i organizował czytelnie. Była członkinią Stowarzyszenia Pań Miłosierdzia św. Wincentego a Paulo oraz Towarzystwa Czytelni Ludowych. 
Brała udział w spontanicznej demonstracji społeczności Wronek 12 listopada 1918, podczas której obalono pomnik cesarza Wilhelma II oraz ścięto cesarską lipę. Między listopadem 1918 a lipcem 1919 była członkinią Rady Ludowej miasta Wronki. Działała w komisji szkolnej. W 1918 Została wybrana delegatką powiatu szamotulskiego na Polski Sejm Dzielnicowy w Poznaniu. Uczestniczyła w powstaniu wielkopolskim. Organizowała służbę zdrowia we Wronkach w oparciu o Polski Czerwony Krzyż. 
W okresie międzywojennym uczestniczyła w pracach miejscowego oddziału Polskiego Czerwonego Krzyża, Katolickiego Stowarzyszenia Młodzieży Żeńskiej, organizacji kościelnych i harcerstwa. 
Została pochowana w grobowcu rodzinnym na cmentarzu parafialnym we Wronkach (sektor C, rząd A, nr grobu 3). W 2020 staraniem kibiców Lecha Poznań grobowiec został odnowiony. 

## Upamiętnienie
W 2018 została upamiętniona na wystawie o wronieckich delegatach na Sejm Dzielnicowy opracowanej przez Pawła Bugaja w Muzeum Ziemi Wronieckiej. W dniu 2 grudnia 2018 na Polskim Pochodzie dla uczczenia 100. rocznicy Polskiego Sejmu Dzielnicowego w Poznaniu delegacja Towarzystwa Miłośników Ziemi Wronieckiej niosła jej portret.